# 所羅門·P·夏普
所罗门·波尔基乌斯·夏普（英語：Solomon Porcius Sharp，1787年8月22日—1825年11月7日）是美国肯塔基州政治人物，曾担任该州总检察长、州议员和国会议员。1825年，年仅38岁的夏普遭杰里波安·O·博尚谋杀，这一事件被称为博尚－夏普慘案或“肯塔基悲剧”。
夏普于1809年首度当选沃伦县州众议员，拉开从政生涯序幕。他曾短暂参加1812年战争，並獲上校頭銜，之後返回肯塔基州并于1813年成为该州联邦众议员。夏普在两年后取得连任，但又在1816年因支持一项极具争议的法案而失去议席。夏普与肯塔基州赈灾党联盟，于1817年重返州众议院。1821年，他接受州长约翰·亚岱尔任命出任肯塔基州总检察长，继任亚岱尔州长一职的约瑟夫·德沙也任命他出任这一职位。1825年，夏普辞职再返州众议院。
1820年，有传闻称夏普与一位名叫安娜·库克的女子有染，并且是她死产私生子的父亲。夏普否认这一指控，此事当时也没有在政治上对他构成多大伤害。1825年肯塔基州议会选举期间，夏普的政敌再次翻出这一指控，宣称那个私生子是穆拉托人。不过这一说法究竟是夏普的政敌所说还是他自己所说在历史上仍然没有定论。1824年，杰里波安·博尚与库克结婚，为了维护妻子的名誉，他于1825年11月7日凌晨在夏普家中用刀将对方捅死。这起谋杀案启发了多部艺术作品的创作，例如爱伦·坡未完成的舞台剧本《堕落》和罗伯特·潘·沃伦的小说《世界够大，时间够多》。

## 个人生活
所罗门·夏普于1787年8月22日在弗吉尼亚州华盛顿县的阿宾登出生:27，他的父亲托马斯·夏普（Thomas Sharp）是美国革命战争老将，曾参与王山之战；母亲吉恩·夏普（Jean Sharp）是苏格兰人，娘家姓叫麦克斯韦（Maxwell），所罗门是两人的第5个孩子，也是第3个儿子:27:14。此外，所罗门还是约克大主教约翰·夏普（John Sharp）的玄孙。夏普一家曾短暂迁居田纳西州纳什维尔附近，之后又搬到北卡罗莱纳州:26-27，最终于1795年在肯塔基州洛根县的拉塞尔维尔定居，一家人生活在慕德河（Muddy River）附近的木屋里:15:9。
夏普童年时断断续续地在“洛根县一所学校”念书，当时该县只有基本的学校:22。他攻读法律，于1806 年获得律师从业资格:24，然后在拉塞尔维尔开办律师事务所，但不久后就搬到沃伦县县城鲍灵格林，这里人口较多，1810年时就有154位居民，所以业务量也比较大:27, 29

## 婚姻和家庭
1818年12月17日，刚至而立之年的夏普与伊丽莎·斯科特（Eliza T. Scott）成婚，两人之前已经确立了关系；伊丽莎来自州首府法兰克福，父亲是医生，还曾作为军官参加1812年战争，这场婚姻提高了夏普的社会地位:31，两人共有3个孩子。1820年，为了夏普能顺利从政，一家人迁居法兰克福:67:11。

## 从政生涯
1809年，夏普当选沃伦县州众议员，在任内支持议会选举亨利·克莱出任联邦参议员，还支持设立州彩票以及在巴伦县开设学院:30。他在议会多个委员会任职，还曾于州议会第二次会议期间担任临时议长:30。1810和1811年，他两度取得连任，到1810年时，沃伦县已有近1.2万居民。1811年立法会议期间，夏普与本·哈丁（Ben Hardin）合作，确保通过法案禁止州政府官员和律师参与决斗:27。他还对一项允许更苛刻对待奴隶的法案投下了反对票:30。
1812年战争的爆发中断了夏普的政治事业，他于1812年9月18日成为肯塔基民兵队伍中的一员二等兵，由中校杨·尤文（Young Ewing）统领。由于民兵迅速壮大，仅12天后他就获提升为少校，成为尤文的部下:31。塞缪尔·霍普金斯（Samuel Hopkins）将军进军法兰克福时，尤文的部队也在其中，这次进军一共持续了42天，但没有与任何敌军交战，最终也是无功而返。夏普最终晋升到上校军衔，他意识到从军经历在肯塔基州政坛很有价值:31。

### 联邦众议员
1812年:29，年仅25岁的夏普当选联邦众议员，参加第13届联邦国会，这一年龄也是联邦宪法中规定的联邦众议员资格下限:33。夏普向鹰派看齐，支持总统麦迪逊开战的决定，并且支持向每位英国逃兵奖励100英亩（相当于0.405平方公里）土地:32-33。他还强烈谴责“联邦党人对战争的百般阻挠”:30-31。1813年4月8日，夏普发表演说，反对向密西西比州亚祖土地丑闻的诈骗受害者提供赔偿:33。此外，他还与来自南卡罗莱纳州的约翰·卡德威尔·卡尔霍恩结盟:34支持美国第二银行:33。
第13届国会闭幕后，夏普取得连任参加第14届联邦国会，在此期间担任私人土地申诉委员会主席。他支持另一位肯塔基州联邦众议员理查德·门特·约翰逊提出的1816年赔偿法，这一法案充满争议:34，把国会议员薪金由原本的开会期间每天6美元改为每年固定1500美元，法案在夏普的选区很不得人心:34。1816年12月，国会经休会后再度开幕，夏普改变立场并投票支持废除这一法律，但事实证明为时已晚，他在接下来的选举中失利:34。
1817年，夏普再度当选肯塔基州众议员。他在此期间支持内部改善，但反对建立州卫生委员会，也反对为1812年战争中丧生军人留下的孤儿寡母提供州内的空置土地。夏普任内最引人注目的举动就是支持州内新增46家银行:40，还提议对坐落在列克星敦和路易维尔的美国银行分行课税:34。

### 生有私生子的指控

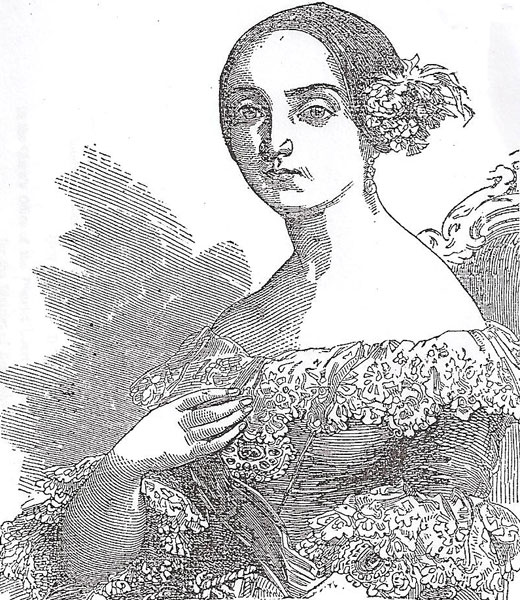
安娜·库克的蚀刻肖像

1820年5月或6月，一位名叫安娜·库克（Anna Cooke）、年纪约30岁出头的未婚女子声称，自己私生子的父亲正是夏普:10，后者否认这一说法:38。有传言称这个死产孩子的皮肤是黑色，所以有人估计孩子是穆拉托人，父亲是黑人:38。库克的父亲是弗吉尼亚州费尔法克斯县的种植园主，家道随着他的去世而中落，库克于是在卖掉种植园后不得不与母亲以及兄弟姐妹在1805到1810年间的某一年搬迁到沃伦县，并且有可能在这里结识了夏普。库克连遭不幸，不但孩子夭折，而且她的5个兄弟中还有3个在1818到1821年间相继去世。
安娜思想开放，喜欢读爱情小说，而且作风放荡不羁，因此这一丑闻很快就失去了人们的注意，没有对夏普的声誉产生多大不利影响:39。虽然夏普的政敌会在之后的竞选期间继续呼吁人们关注这个私生子的传闻，但他的名声总体而言没有因此事受损:39。

### 肯塔基州总检察长
1821年，夏普开始竞选州参议员。他的对手约翰·华林（John U. Waring）是个争强好胜的律师，而且出了名的暴力，经常因争吵而闹上法庭。华林之后于1835年枪杀了一位名叫塞缪尔·理查森（Samuel Q. Richardson）的律师:58-59。
华林给夏普寄了两封恐吓信，还于1821年6月18日发布传单攻击夏普的品行。5天后，夏普退出参议员席位竞选，接受州长约翰·亚岱尔担任肯塔基州总检察长的提名。州议会于1821年10月30日一致通过确认了这一提名。:39-40
夏普就职之时，肯塔基州适逢关键时期。该州经济遭1819年大恐慌摧毁后尚未完全恢复，州内政治家分裂成两组阵营，一组有赈灾党或赈灾派之称，主张通过更多对债务人有利的法案，另一组则是反赈灾党或反赈灾派，他们要求保障债权人的利益，希望债权人和债务人的合同能在没有政府干预的情况下得到履行。夏普和州长亚岱尔一样，都是赈灾派的支持者。:121-125
夏普在1824年总统大选中支持的不是肯塔基州最受欢迎的人选亨利·克莱，而是曾与自己同期担任联邦众议员的约翰·卡德威尔·卡尔霍恩，此举在他和部分选民之间形成隔阂。之后的形势表明卡尔霍恩没有当选的可能，夏普于是转为支持安德鲁·杰克逊。1824年10月2日，肯塔基州的杰克逊支持者在法兰克福会面，夏普是会议书记。:126
1825年，亚岱尔任期结束，另一位赈灾党人约瑟夫·德沙继任州长职位。德沙曾与夏普同期担任联邦众议员，他任命夏普继续担任总检察长。州议会中的赈灾派议员通过多项对债务人有利的法案，但肯塔基州上诉法院裁决其中多条违宪。赈灾派议员于是试图将该院法官解职，但又无法在两院都取得所需的三分之二多数支持。因此，赈灾派决心废除州上诉法院，建立新的最高法院，这样德沙就可以提名倾向赈灾派的法官上任。两所法院互不承认，而且都自称是肯塔基州的最高法院，这一争端人称新老法院争议。:126-130
夏普在新老法院争议中扮演的角色仍不为人所知，考虑到他是行政部门的首席法律顾问，历史学家相信他与此事有密切关联。他亲自签署命令，要求上诉法院书记员阿喀琉斯·斯尼德（Achilles Sneed）把法院纪录交给新最高法院书记员弗朗西斯·普雷斯顿·布莱尔。作为州总检察长，夏普接受新法院、排斥老法院，这在一定程度上认可了新法院的合法性。:130-131
1825年5月11日，美国革命英雄拉法葉侯爵到访肯塔基州，夏普成为德沙政府代表前去欢迎。三天后，夏普在向候爵致敬的晚宴上向贵宾敬酒时说：“致人民：自由在他们神圣的护卫下永远都是安全的。”此后不久，夏普从总检察长位置辞职，这有可能是因为部分赈灾派人士觉得他可以在州议会中发挥更重要的作用。:134
富兰克林县属新最高法院支持者地盘，在州众议院有两个席位。1825年州议会选举时，反赈灾派党徒提名前联邦参议员约翰·J·克里滕登参选:58，赈灾派于是提名夏普和知名律师刘易斯·桑德斯（Lewis Sanders）应战:58。这场选战竞选激烈、引发争议，约翰·华林和土地投机商帕特里克·亨利·达比（Patrick Henry Darby）都放话称，夏普要是当选就会有生命危险，还有反对者挖出当年夏普私生子的传闻:135。也有人指称，夏普曾表示那个孩子是穆拉托人，并且自己从库克的助产士那里取得了文件来证明这一说法，不过夏普是否的确有过这些言论仍未得到证实:135。事实证明，这一争议没有对夏普的选举构成太大不利影响，他是得票最多的候选人，在全县1600票中以69票的优势胜出:135。

## 谋杀及余波
|                                        | 这是小提琴和威士忌、汗水与祈祷、骄傲且堕落的国度。 |
| ——罗伯特·潘·沃伦《世界够大，时间够多》 |                                                    |

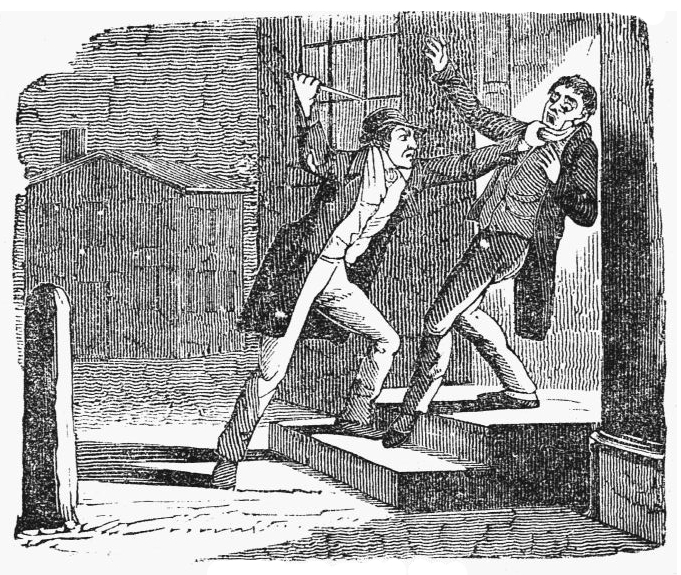
杰里波安·O·博尚持刀谋杀夏普

1825年11月7日是肯塔基州议会开幕的日子，这天凌晨，一位男子敲响夏普家的门，夏普开门后，该男子用左手抓住夏普，并用右手所持的有毒匕首插进夏普的胸膛。夏普在凌晨两点左右逝世，他的遗体先放在州众议院大堂供人瞻仰，之后再下葬法兰克福公墓。:137-140
受到竞选期间的争议和谋杀发生的特殊时间影响，有人猜测杀死夏普的凶手是反赈灾派党徒。声称达比与此事脱不了干系的传言也持续了一段时间。为了平息谣传，克里滕登提请州议会通过决议谴责谋杀案，并悬赏3000美元抓捕凶手。:60法兰克福市董会又增加了1000美元赏金，另外尚有私人渠道筹得的2000美元:48:140。1825年立法会议期间，有议员提议在原有的穆伦贝尔格县分出一块地区组建夏普县，但这一提案最终因混乱的政治局势胎死腹中。
随后调查发现的证据迅速指向年仅23岁的杰里波安·O·博尚，他于1824年同安娜·库克成婚，库克与夏普年龄相仿，比博尚大很多。1825年11月11日，由4人组成的地方保安队在博尚位于富兰克林的家中将他逮捕。1826年5月19日，博尚被判谋杀罪名成立，绞刑定于同年6月26日执行:49。博尚要求法院下令暂缓执行死刑，以便他为自己的行为写下书面辩护，这时他仍然坚称自己是在维护妻子的名誉。法院同意了他的请求，博尚接下来完成了《杰里波安··博尚的供述：他因谋杀所罗门··夏普上校而于1826年7月7日在肯塔基州法兰克福被处以绞刑》。博尚和夫人两次自杀，库克在第二次自杀时死亡，博尚则于1826年7月7日被处绞刑:143-146。他的书于1826年出版，一些版本中还附有“安·库克的信”（The Letters of Ann Cook）作为附录，不过，历史学家对这些信件是否确实是库克所写存在争议。
一年后，夏普的哥哥利安德·夏普博士写出《为已故上校所罗门··夏普的人格平反》（Vindication of the Character of the Late Col. Solomon P. Sharp）一书，驳斥博尚书中所做指控。夏普博士在书中宣称这是一起政治暗杀：他指称博尚是反赈灾派的忠实信徒，并点名同样身为反赈灾派党徒的帕特里克·达比是案件同谋。达比以起诉相威胁，要求利安德不得出版此书，华林甚至威胁要杀了他。对此博士选择息事宁人，没有出版自己的作品，保留的所有手稿都放在他的房子里，直到多年后对房子做改装时才重新发现。

## 流行文化中的反映
这起惨案对多部小说、戏剧及历史作品的创作产生了深远影响，如查尔斯·芬诺·霍夫曼（Charles Fenno Hoffman）的小说、威廉·吉尔摩·西姆斯的小说《博尚》（Beauchamp）、爱伦·坡未完成的舞台剧本《堕落》（Polltian）、·达纳（J.G. Dana）和·托马斯（R.S. Thomas）的历史文献《博尚的审判》（Beauchamp's Trial）、·约翰逊（L.F. Johnson）的《悲剧与审判》（Tragedies and Trials），·温斯顿·科尔曼（J. Winston Coleman）于1950年出版这一系列事件的历史文章，同年，罗伯特·潘·沃伦的浪漫价值观批判小说《世界够大，时间够多》（World Enough and Time）也涉及这一事件。理查德·泰勒（Richard Taylor）的舞台剧本《肯塔基州三大悲剧》（Three Kentucky Tragedies）就是以此事为题材。1992年，约翰·霍金斯（John Hawkins）在肯塔基州法兰克福制作的室外剧《伤是伤之心》（Wounded is the Wounding Heart）也是以这起案件为题材。

## 扩展阅读
- Beauchamp, Jereboam O. . 1826  [2014-12-12]. （原始内容存档于2017-06-17）.
- Bruce, Dickson D. . The American Transcendental Quarterly. 2003, 17.
- Coleman, John Winston. . Frankfort, Kentucky: Roberts Print. Co. 1950.
- St. Clair, Henry. . Charles Gaylord. 1835  [2014-12-12]. （原始内容存档于2014-02-01）.
- Sharp, Leander J. . Frankfort, Kentucky: A. Kendall and company. 1827.

| 司法职务             | 司法职务                                       | 司法职务                 |
| -------------------- | ---------------------------------------------- | ------------------------ |
| 前任： 本·哈丁       | 肯塔基州总检察长 1821至1825年                  | 繼任： 弗雷德里克·格雷森 |
| 美国众议院           |                                                |                          |
| 前任者： 约瑟夫·德沙 | 美國肯塔基州（第6国会選區）眾議員 1813至1817年 | 繼任者： 大卫·沃克       |